# Тамбулов, Сергей Викторович
 Тамбулов Сергей Викторович  (2 июля 1974) — казахстанский профессиональный хоккеист, вратарь; хоккейный тренер. .

## Карьера
С.В. Тамбулов – воспитанник карагандинского хоккея.
Основная часть карьеры прошла в серовском ХК «Металлург».
В высшей лиге чемпионата России провел 270 игр.
Выступал за сборную Казахстана. На чемпионате мира 2003 года провел 1 игру. Сборная Казахстана заняла 1 место и перешла в высший дивизион. На чемпионатах 2004 и 2005 года на лед не выходил. На чемпионате 2006 года провел 2 игры. Сборная Казахстана заняла 15 место и покинул когорту сильнейших.